# Krzydlina Mała
Krzydlina Mała (do roku 1945 niem. Klein Kreidel) – wieś w Polsce położona w województwie dolnośląskim, w powiecie wołowskim, w gminie Wołów.

## Podział administracyjny
W latach 1975–1998 miejscowość administracyjnie należała do województwa wrocławskiego.

## Demografia
Według Narodowego Spisu Powszechnego (III 2011 r.) liczyła 440 mieszkańców. Jest czwartą co do wielkości miejscowością gminy Wołów.

## Historia
Wieś wzmiankowana po raz pierwszy w łacińskim dokumencie z 1223 roku wydanym przez biskupa wrocławskiego Lorenza gdzie zanotowana została w formie Cridline. Nie rozróżniano wówczas podziału na Krzydlinę Wielką i Małą.
W XIII w. książę Henryk Brodaty osadził we wsi Kanoników Regularnych św. Augustyna. Własność tego zakonu została potwierdzona w 1250 r. kolejną bullą papieską papieża Innocentego III. 
8 lipca 1324 r. Konrad I oleśnicki przekazał gród Wołów z wioskami Stobno, Wielką i Małą Krzydliną w dożywotnie posiadanie Wernerowi z Pannewitz (Wernher von Pannewitz), który tym samym stał się pierwszym przedstawicielem księcia oleśnickiego w Wołowie. Wszystkie ówczesne trzy krzydlińskie wsie (obie Krzydliny i wioska Konstantin) bardzo ucierpiały w czasie wojen husyckich, tak że jeszcze wiele lat po wojnie wiele gospodarstw stało pustych. Zniszczona wioska Konstantin już nigdy nie została odbudowana. 
Po wygaśnięciu linii Piastów śląskich, 10 marca 1676 r. Księstwo wołowskie wraz z Krzydliną przeszło pod władzę Habsburgów. Krzydlina Mała w 1787 r. miała 1 kościół, 1 folwark, 1 szkołę, 1 młyn wodny, 1 młyn na wiatr i dwie gospody. Liczyła 376 mieszkańców, z tego 22 chłopów rolnych, 28 zagrodników i 30 chałupników, czyli chłopów bezrolnych. Właścicielami ziemi pozostawali kanonicy z wrocławskiej Wyspy Piaskowej. Ówczesny proboszcz mieszkał w Krzydlinie Małej i zarządzał tzw. dobrami rycerskimi o wielkości 800 morg. 
Po sekularyzacji klasztoru krzydlińskiego w 1810 r., zlikwidowano również tutejsze probostwo.
W 1844 r. było tu 96 domów. Z 725 mieszkańców 127 było ewangelikami. Szkoła istniała od 1765 r., od 1892 przedszkole i prowadzona przez katolickie siostry szkoła gospodarstwa domowego (podobna szkoła istniała także w Wołowie – lekcje dla dziewcząt ze wsi prowadzone były w okresie zimowym przez 2 nauczycielki). W 1925 r. została uznana za szkołę publiczną, a w 1927 otrzymała nowy budynek. Siostry Notre Dame przybyły do Krzydliny już w 1861 r. i przejęły edukację szkolną dziewcząt. W późniejszym okresie musiały jednak zatrudnić świeckiego nauczyciela. Od 1892 r. we wsi funkcjonowało także ambulatorium. 
W latach 1918–1923 wybudowana została linia kolejowa Wołów-Lubiąż-Malczyce. W związku z tym powstała stacja kolejowa w Krzydlinie Małej oraz w 1923 r. most w Lubiążu, przeznaczony dla samochodów, kolei i pieszych. 
Armia Czerwona zajęła Krzydlinę 26 stycznia 1945 r. (miejscowość wcześniej opuścili niemal wszyscy z 1500 mieszkańców, pozostało tylko 20 osób i zakonnice z miejscowego klasztoru), następnie miejscowość została przyłączona do Polski.

## Zabytki
Do rejestru zabytków wpisane są następujące obiekty z Krzydliny Małej (stan na dzień 26 października 2012):
- kościół parafialny pw. św. Michała Archanioła, z lat 1899-1900
- wieża dawnego kościoła pw. św. Michała, obecnie kaplica cmentarna, z XV w.
- plebania, z około 1700 r., początek XX w.

## Klasztory
W miejscowości znajdują się dwa klasztory: męski klaretynów (założony w XIII w. jako klasztor augustianów) i żeński klasztor Sióstr Notre Dame (założony w XIX w.), które zajmują się działalnością społeczną, oświatową i wychowawczą.